# Aeroporto de Paraty
O Aeroporto de Paraty (IATA: JPY, ICAO: SDTK) situa-se no bairro Portão de Ferro II, a 2 km do Centro da cidade.

## História
Em meados de 1949, foi homologado um hidro-aeródromo que chegou no início da década seguinte a ter operações regulares com hidroaviões Catalina.
No mês de julho de 1957 foi homologada uma pista de pouso com dimensões de 585m x 30m (rumo 09/27), onde regularmente pousava aeronaves T6 e C-46.
Devido à construção da BR-101 (conhecida como Rio-Santos) e o gradativo abandono do aeródromo, o Ministério da Aeronáutica interditou-o definitivamente em junho de 1980.
Em 1983 o Ministério da Aeronáutica junto com a prefeitura se uniram para a recuperação do aeródromo, que resultou no Plano de Desenvolvimento do Aeroporto de Paraty, que previa a reutilização do mesmo para implantar uma pista de 910 x 18m pavimentada em asfalto ou terra, o que não aconteceu.
No ano de 1991, o Ministério da Aeronáutica junto com a prefeitura novamente e a iniciativa privada, reabriram o aeródromo, com pista agora com 700m x 23m, com capacidade para aeronaves com 2.500 kg.
Nos anos de 1995 e 1996, com uma parceria da União e o Governo do Estado do Rio de Janeiro, através do Programa Federal de Auxílio a Aeroportos, foi possível realizar diversas obras de melhoria no aeroporto, tais quais pavimentação do das pistas de pouso, táxi e pátio de estacionamento de aeronaves, inclusão de 200m na zona de parada da cabeceira 10, drenagem, cercamento do sítio aeroportuário e sinalização diurna.

## Empresas e destinos
A Azul Conecta (subsidiária da Azul Linhas Aéreas Brasileiras) operou voos durante o verão 2020/2021, com aeronaves Cessna C208B Grand Caravan. O Governo do Estado do Rio de Janeiro garantiu a continuidade dos voos pelo resto do ano de 2021.
| Empresas     | Destinos                                         |
| ------------ | ------------------------------------------------ |
| Azul Conecta | Rio de Janeiro-Santos Dumont São Paulo-Congonhas |